# Aryeh Kasher
Aryeh Kasher (17 avril 1935 - 26 octobre 2011) est un professeur de l'université de Tel Aviv. Il a reçu le Prix Bialik en 1990.

## Biographie
Aryeh Kasher est né dans le moshav Kfar Vitkin.
Au début  des années 1960, il enseigne l’histoire à l’école du conseil régional de la vallée de Hefer. Il obtient sa maîtrise en 1966. Son sujet de maîtrise porte sur l’arrière plan historique et le messianisme dans l’Ascension de Moïse. Il passe son doctorat à l’université de Tel Aviv en 1973. Le sujet de sa thèse est  la situation juridique et politique et le système des droits des Juifs dans l'Égypte hellénistique et romaine. Son directeur est l’archéologue israélo-anglais Simon Applebaum.
Il a enseigné l’histoire juive à l’université de Tel Aviv. Sa spécialité porte sur l’histoire des Juifs et de la Terre d'Israël pendant la période du Second Temple.